# Junta de Representantes de los Departamentos de México de 1846
La Junta de Representantes de los Departamentos fue un órgano colegiado que ejerció de facto el poder legislativo de México entre el 3 de enero y el 4 de enero de 1846. Fue nombrado a consecuencia del golpe de Estado que el 30 de diciembre de 1845 elevó al poder a Mariano Paredes y Arrillaga y tuvo como principal objetivo nombrarlo presidente interino de México.

## Antecedentes

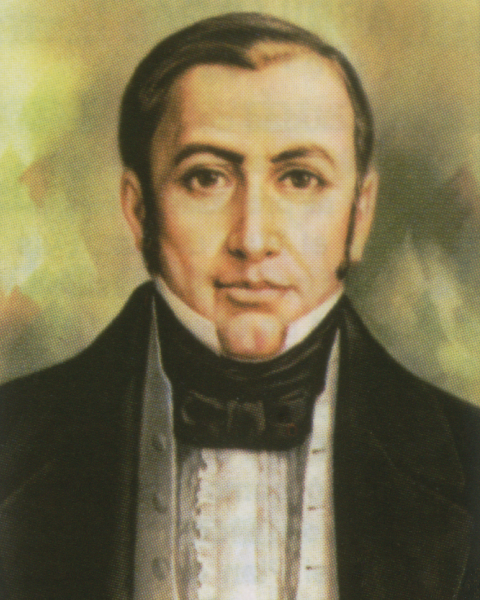
Mariano Paredes y Arrillaga, general que se levantó en armas contra el gobierno de José Joaquín de Herrera en 1845 y convocó a la Junta de Representantes con el fin de ser electo por ella a la presidencia de México.

Desde su independencia de España en 1821, México había sufrido una crónica inestabilidad política que lo había llevado a pasar sucesivamente por formas de gobierno tan disímbolas como el primer Imperio, la primera República Federal y una república Centralista; así como la vigencia de tres diferentes constituciones.
Los partidarios del Centralismo había triunfado en el año de 1836, cuando el 6.° Congreso Constitucional se había declarado a sí mismo constituyente y había procedido a emitir y promulgar un nuevo texto constitucional que sustituyó a la Constitución federal de 1824 y consagró el centralismo en las denominadas Siete Leyes Constitucionales de la República Mexicana.
De acuerdo a esta constitución fue elegido presidente de México a partir de 1837 el general Anastasio Bustamante, quien sin embargo se enfrentó a numerosas insurrecciones nacionales y a dos conflictos internacionales: la insurrección que declaró la Independencia de Texas y el primer enfrentamiento con Francia, conocido históricamente como la Guerra de los Pasteles.
Bustamante fue derrocado a finales de 1841 por un pronunciamiento militar iniciado en agosto de ese año en Jalisco por Mariano Paredes y al que se sumó Santa Anna en Perote y Gabriel Valencia en la Ciudad de México. Triunfantes, los sublevados redactaron un plan conocido como las Bases de Tacubaya, que elevaron nuevamente a la presidencia a Santa Anna, con el fin nominal de llamar a elecciones a un nuevo congreso constituyente, pero que en realidad le entregaron el poder absoluto.
Tras varias vicisitudes, un congreso denominado Junta Nacional Legislativa, promulgó una nueva constitución, también centralista, conocida como las Bases orgánicas de organización política de la República Mexicana y que pasaría a la historia con el nombre común de las Bases Orgánicas. De acuerdo a esta constitución fue elegido un nuevo cuerpo legislativo, que inauguró su 1.° Congreso Constitucional el 1 de enero de 1844. En noviembre de ese mismo año, Mariano Paredes volvió a levantarse en armas en Guadalajara, y Santa Anna dejó entonces la presidencia para combatirlo, quedando como interino Valentín Canalizo; éste, por orden de Santa Anna, disolvió el Congreso el 1 de diciembre, pero seis días después, el 6 de diciembre, una insurrección general de la Ciudad de México derribó el gobierno de Canalizo, restableció el congreso y elevó a la presidencia al general José Joaquín de Herrera. Herrera envió entonces a su primer exilio al derrotado Santa Anna.
El gobierno de Herrera se dedicó entonces a enfrentar la inevitable guerra contra Estados Unidos que se había iniciado el proceso de anexión de Texas el 1 de marzo de 1845. Se equipó un ejército de seis mil elementos que fue puesto al mando de Paredes y partió rumbo al norte. Pero el 14 de diciembre, al llegar a la ciudad de San Luis Potosí, Paredes se rebeló publicando un Plan que desconocía el gobierno de Herrera y retornó en rebelión a México, encabezando un golpe de Estado que concluyó cuando el 30 de diciembre se levantó en armas en la capital en su apoyo Gabriel Valencia. Ante ello, el mismo día y al verse sin apoyos, José Joaquín de Herrera presentó su renuncia ante el Congreso, que no logró el quórum legal requerido para reunirse y de hecho quedó disuelto a consecuencia. Al día siguiente, 31 de diciembre, Mariano Paredes y Arrillaga entró triunfante en la Ciudad de México.

## La Junta de Representantes de los Departamentos

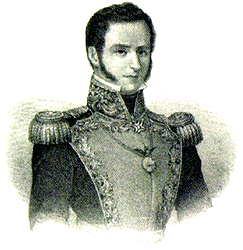
José María Tornel y Mendívil, destacado militar y político de la primera mitad del en México. Presidió la Junta de Representantes de los Departamentos.

Entonces, y para dar justificación al nuevo régimen militar, el 2 de enero de 1846, los generales y jefes de cuerpo de ejército que apoyaron la insurrección se reunieron en el Palacio Nacional y suscribieron un acta en donde establecían que ante la disolución de los antiguos poderes Ejecutivo y Legislativo, y de acuerdo con el Plan publicado en San Luis Potosí el 14 de diciembre anterior, el general en jefe del ejército —Paredes— nombraría una Junta de Representantes de los Departamentos, formada por dos individuos naturales o vecinos de cada uno de ellos, que procedería de inmediato a nombrar un Presidente Interino de la República. Este, debería de proceder ocho días después a convocar a la elección de un Congreso Extraordinario que debería redactar una vez más, una nueva Constitución. Tras designar presidente interino, la Junta de Representantes debería disolverse.

### Integración
Mariano Paredes y Arrillaga procedió entonces a nombrar la citada Junta, a la cual fueron designados numerosos integrante del Congreso Constitucional disuelto en diciembre y que quedó integrada por los siguientes individuos:
| Departamento   | Representante                 | Departamento    | Representante             |
| -------------- | ----------------------------- | --------------- | ------------------------- |
| Aguascalientes | Vicente Romero                | Oaxaca          | Carlos María Bustamante   |
| Aguascalientes | Manuel Artega                 | Oaxaca          | Manuel Régules            |
| Californias    | Manuel Castañares             | Puebla          | Manuel Díez de Bonilla    |
| Californias    | José María Castañares         | Puebla          | José Manuel Arroyo        |
| Chiapas        | Ignacio Loperena              | Querétaro       | Cayetano Montoya          |
| Chiapas        |                               | Querétaro       | Miguel Barreiro           |
| Chihuahua      | José Ignacio Gutiérrez        | San Luis Potosí | Ignacio Sepúlveda         |
| Chihuahua      | José María Irigoyen Rodríguez | San Luis Potosí | Pablo Gordoa              |
| Durango        | José María Ramos Natera       | Sinaloa         | Pedro Verdugo             |
| Durango        | Antonio Gamiochipi            | Sinaloa         |                           |
| Guanajuato     | Lucas Alamán                  | Sonora          | Ramón Morales             |
| Guanajuato     | Luis Parres                   | Sonora          | Enrique Grimarest         |
| Jalisco        | José Miguel Pacheco           | Tabasco         | Manuel Escobar            |
| Jalisco        |                               | Tabasco         | José Francisco Rodríguez  |
| México         | Nicolás Bravo                 | Tamaulipas      | Pedro Ampudia             |
| México         | Manuel Posada y Garduño       | Tamaulipas      | Ramón Garza Flores        |
| Michoacán      | Ignacio Anzorena              | Veracruz        | José María Tornel         |
| Michoacán      | Juan Nepomuceno Almonte       | Veracruz        | Francisco Lerdo de Tejada |
| Nuevo León     | Bernardo Guimbarda            | Yucatán         | Manuel José Pardío Lizama |
| Nuevo León     | Francisco Lazo Estrada        | Yucatán         | Juan Cano y Cano          |
| Nuevo México   | Diego Archuleta               | Zacatecas       | Luis del Hoyo             |
| Nuevo México   | Antonio Otero                 | Zacatecas       | Luis Gonzaga Gordoa       |

### Elección del presidente y disolución
Al reunirse los representantes y antes de constituirse formalmente, eligieron como su presidente al Arzobispo de México, Manuel Posada y Garduño; y al quedar constituida formalmente, resultó elegido para dicho cargo José María Tornel.
Inmediatamente procedió a la elección de presidente interino de la República, siendo electo por unanimidad de los 43 presentes Mariano Paredes y Arrillaga —que ya ejercía el cargo de facto desde el 30 de diciembre—, participándole a éste su nombramiento, fijando para el día siguiente 4 de enero su protesta de ley y estableciendo para ello la siguiente fórmula de juramento:

—Juráis a Dios sostenar la independencia e integridad del territorio nacional contra cualquiera agresion estrangera, el sistema republicano, popular representativo, y el plan administrativo de la República, acordado por el acta del ejército de dia 2 del presente mes? 
—Si así los hicieréis, Dios os lo premie; y si no, os lo demante.

El día 4 de enero tuvo verificativo la toma de posesión de Mariano Paredes, y al término de la cual, declaró haber cumplido las funciones para las que había sido nombrada y se cerró la sesión.